# پویگپونینت
پویگپونینت (به اسپانیایی: Puigpunyent) یک شهرستان در اسپانیا است که در Serra de Tramuntana واقع شده‌است.

## خصوصیات
پویگپونینت ۴۲٫۳۱ کیلومترمربع مساحت و ۱٬۸۸۶ نفر جمعیت دارد و ۲۵۸ متر بالاتر از سطح دریا واقع شده‌است.